# Hypena rudolfi
Hypena rudolfi är en fjärilsart som beskrevs av Martin Lödl 1994. Hypena rudolfi ingår i släktet Hypena och familjen nattflyn. Inga underarter finns listade i Catalogue of Life.